# Hives
Pour l’article homonyme, voir The Hives.
Hives (en wallon Hîve) est une section de la ville belge de La Roche-en-Ardenne située en Région wallonne dans la province de Luxembourg.
C'était une commune à part entière avant la fusion des communes de 1977.
Hives est une commune de la province de Luxembourg depuis 1839. Elle faisait partie avant cela du département de Sambre-et-Meuse. Elle fut créée sous le régime français par la réunion des localités de Hives, Lavaux et Strument.

## Évolution démographique
- Source: DGS, 1831 à 1970=recensements population, 1976= habitants au 31 décembre

## Personnalités liées à la localité
- François-Charles Collin (1790-1851), géomètre et homme politique luxembourgeois.